# Villa Río Icho Cruz
Villa Icho Cruz es una localidad situada en el departamento Punilla, provincia de Córdoba, Argentina.
Se encuentra situada a 14,5 km de Villa Carlos Paz y a 47 km de la ciudad de Córdoba, por la ruta provincial N.º 14 y aledaña a la comuna de Tala Huasi.

## Toponimia
Icho Cruz significa en la lengua quechua Cruz de paja o palo.

## Geografía

### Sismicidad
La sismicidad de la región de Córdoba es frecuente y de intensidad baja, y un silencio sísmico de terremotos medios a graves cada 30 años en áreas aleatorias. Sus últimas expresiones se produjeron:
- 22 de septiembre de 1908 (116 años), a las 17.00 UTC-3, con 6,5 Richter, escala de Mercalli VII; ubicación 30°30′0″S 64°30′0″O / -30.50000, -64.50000; profundidad: 100 km; produjo daños en Deán Funes, Cruz del Eje y Soto, provincia de Córdoba, y en el sur de las provincias de Santiago del Estero, La Rioja y Catamarca[2]

- 16 de enero de 1947 (78 años), a las 2.37 UTC-3, con una magnitud aproximadamente de 5,5 en la escala de Richter (terremoto de Córdoba de 1947)[1]

- 28 de marzo de 1955 (70 años), a las 6.20 UTC-3 con 6,9 Richter: además de la gravedad física del fenómeno se unió el desconocimiento absoluto de la población a estos eventos recurrentes (terremoto de Villa Giardino de 1955)

- 7 de septiembre de 2004 (20 años), a las 8.53 UTC-3 con 4,1 Richter

- 25 de diciembre de 2009 (15 años), a las 21.42 UTC-3 con 4,0 Richter

### Población
Cuenta con 2856 habitantes (Indec, 2022), lo que representa un incremento del 35% frente a los 1864 habitantes (Indec, 2010) del censo anterior. Integra del aglomerado denominado Villa Carlos Paz - San Antonio de Arredondo - Villa Río Icho Cruz que cuenta con una población de 69,840 habitantes (Indec, 2010).
| Gráfica de evolución demográfica de Villa Icho Cruz entre 1991 y 2022 |
|                                                                       |
| Fuente: Censos nacionales del INDEC                                   |

## Turismo
La principal actividad económica es el turismo, ya que cuenta con el paisaje de las sierras y un río de aguas cristalinas.
Posee también lugares de esparcimiento tales como camping, balnearios, canchas de paddle y de tenis, club social, confiterías, pubs, sala de videos y juegos, parrillas, restaurantes, plazas, etc. También cuenta con importantes servicios para el visitante, así como comerciales, hotelero y sanitario, además de servicio de cabalgatas.

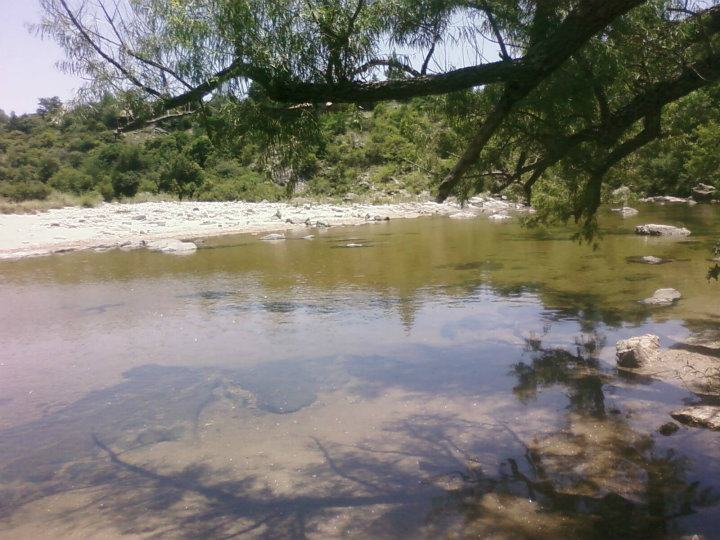
Río Icho Cruz

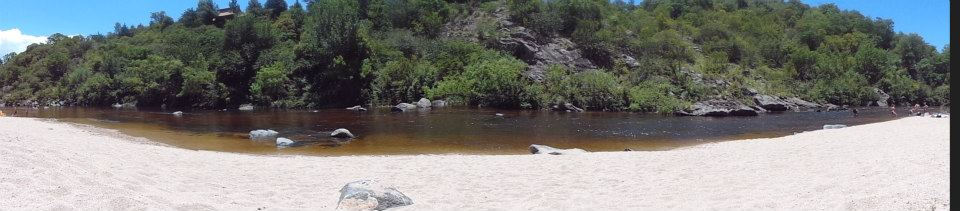
Río Icho Cruz